# کامیلو پیلوتو
کامیلو پیلوتو (انگلیسی: Camillo Pilotto؛ ۶ فوریهٔ ۱۸۹۰ – ۲۷ مهٔ ۱۹۶۳) یک بازیگر اهل ایتالیا بود.
از فیلم‌ها یا برنامه‌های تلویزیونی که وی در آن نقش داشته است می‌توان به سه احمق خوش‌شانس، مارکو پولو، هیرود بزرگ، الهه عشق، شاهزاده سیندرلا، پیراهن سیاه، سه آرزو، مسالینا، شیپیو آفریکانوس: شکست هانیبال، روسینی، جوزپه وردی، کاستا دیوا، ورای عشق، معشوقه پنهانی، همسریاب  و ترانه عشق اشاره کرد.